# Colomoncagua (kommun)
Colomoncagua är en kommun i Honduras.   Den ligger i departementet Departamento de Intibucá, i den sydvästra delen av landet, 120 km väster om huvudstaden Tegucigalpa. Antalet invånare är 15 531.